# Waterkrachtcentrale Jostedal
Waterkrachtcentrale Jostedal is de een waterkrachtcentrale met de grootste valhoogte van 1186 meter van Noorwegen en ligt in de gemeente Luster.
De centrale heeft een geïnstalleerd vermogen van 290 MW, met een gemiddelde jaarlijkse productie van ongeveer 874 GWh. Eigenaar is Statkraft.